# Coaching
Il coaching (o affiancamento e guida) è una metodologia di sviluppo personale nella quale un professionista o maestro (detto coach) supporta un cliente o allievo (detto coachee) nel raggiungimento di uno specifico obiettivo personale, professionale o sportivo. Un coach fornisce il suo supporto verso l’acquisizione di un più alto grado di consapevolezza, responsabilità, scelta, fiducia e autonomia.

## Definizioni
L'International Coach Federation definisce il coaching come una partnership con i clienti che, attraverso un processo creativo, stimola la riflessione, ispirandoli a massimizzare il loro potenziale personale e professionale.
L'Associazione Coaching Italia, invece,  definisce il coaching una metodologia che si basa su una relazione di partnership paritaria (tra il coach e il suo cliente) che, attraverso un rapporto commerciale (di espressa natura contrattuale), mira a riconoscere, sviluppare e valorizzare le strategie, le procedure e le azioni utili al raggiungimento di obiettivi operativi collocati nel futuro del cliente.

## Storia
La parola ha origine dal termine francese coche, carrozza o cocchio (derivato a sua volta dall'ungherese Kocsis o dal ceco Koczi). Nel XVI secolo “coche” identificava un mezzo di trasporto trainato da cavalli e condotto da una guida: il cocchiere. Il termine anglosassone, invece, rinvia il coaching all'ambiente sportivo.
Nel XIX secolo in Inghilterra gli studenti universitari, verso la fine del loro percorso, utilizzavano il termine coach per indicare i migliori tutor, dando loro titolo rispettoso e autorevole.
Negli Stati Uniti, il coach nasce per sviluppare e incrementare la prestazione sportiva; il coach non solo guidava la squadra e l'allenava, ma la seguiva dal punto di vista emotivo, la stimolava, creava spirito di gruppo per affrontare gli avversari con maggiore carica e sicurezza. Attraverso la guida costante del coach, i giocatori e il team sviluppavano quelle capacità e competenze che rendevano il gruppo stesso motivato, forte e capace di raggiungere gli obiettivi attesi.
Il contributo più importante al coaching moderno fu dato nella seconda metà degli anni settanta del Novecento dal californiano W. Timothy Gallwey, allenatore della squadra di tennis dell'Università di Harvard e primo a mettere nero su bianco i suoi principi di base ("C’è sempre un gioco interiore in corso nella nostra mente, non importa in che altro gioco siamo impegnati. Il modo in cui lo affrontiamo è quello che spesso fa la differenza tra il nostro successo e il nostro fallimento").
I libri pubblicati da Timothy Gallwey propongono l'applicazione del coaching a molti campi: da quello sportivo, come il tennis, il golf, lo sci, alla musica e a quelli lavorativi; le sue indicazioni, poi, sono state applicate anche al campo degli affari, del benessere, dell'educazione.
Insieme a Gallwey, un altro ex sportivo è considerato uno dei padri del coaching: Sir John Henry Douglas Whitmore. Lasciata la carriera di pilota automobilistico, John Whitmore si dedicò allo studio della psicologia transpersonale. Grazie alla collaborazione con Gallwey, importò il metodo di questi in Gran Bretagna e lo diffuse anche ad ambiti diversi da quello sportivo. John Whitmore è stato l'ideatore di uno dei modelli più impiegati nel coaching, il modello G.R.O.W., utile a definire gli obiettivi e a migliorare la performance.
Grazie all'intuizione di Whitmore, dagli anni novanta la figura del coach compare nelle aziende. Inizialmente, le figure destinatarie dell'intervento del coach furono i manager che, per sviluppare e migliorare le loro capacità umane e professionali, si affidarono a consiglieri di fiducia, quali i coach. Fino ad allora, questa pratica era vista come una novità e una moda nel campo dei direttori della formazione, ma era praticamente sconosciuta alle altre professioni.
Pur avendo origini - come metodologia professionale - relativamente recenti, nel Coaching si possono rintracciare affinità con la maieutica socratica e con il pensiero umanistico di Rogers. Nel corso dei suoi insegnamenti, Socrate utilizzava abilmente le domande per indurre i suoi allievi a esaminare le loro convinzioni e a riflettere profondamente su di sé e sulle proprie capacità. Il suo intento era quello di stimolarli a esprimere appieno il loro potenziale all'interno del loro contesto di vita, avviando così processi di apprendimento e di sviluppo personale. Allo stesso modo lo psicologo americano Carl Rogers, coltivando il suo approccio centrato sulla persona, ha apportato un contributo significativo allo sviluppo del coaching: Rogers credeva infatti nella capacità intrinseca delle persone di crescere e svilupparsi verso il loro pieno potenziale quando venivano fornite le condizioni adeguate, sottolineando come il supporto e la relazione di fiducia potesse stimolare il cliente nel miglioramento di sé e come la collaborazione con il cliente stesso potesse consentire lo svolgimento di percorsi di trasformazione condivisi. Il Coaching, tuttavia, si sviluppa come una disciplina sé, con un orientamento specifico al fare: gli obiettivi che coltiva sono realistici, raggiungibili, specifici e mirati.

## Obiettivi e metodologia
Il coaching è una relazione processuale fondata sulla scoperta e lo sviluppo delle potenzialità personali. Il metodo offre al cliente strumenti che permettano loro di elaborare e identificare i loro obiettivi e rafforzare efficacia e prestazione personali. 
Presupposto di partenza è che ogni persona abbia delle potenzialità latenti; l'obiettivo del coach è di scoprirle e insegnare al cliente come utilizzarle. Sul piano metodologico, il modello più usato è il G.R.O.W. model di Whitmore.
Il coaching non può essere utilizzato come terapia sostitutiva in caso di patologie psichiche o legate a disturbi della personalità.
Il coaching si rivolge a persone che vogliano vivere con maggiore soddisfazione la loro vita e raggiungere obiettivi significativi, a genitori, adolescenti, imprenditori, manager, insegnanti, atleti e a tutti coloro che desiderino migliorare le performance e raggiungere obiettivi particolarmente impegnativi. In un rapporto di coaching, l'allenamento e la valorizzazione delle potenzialità personali permette di inquadrare l'essenza stessa del coaching: accompagnare la persona verso il massimo rendimento attraverso un processo autonomo di apprendimento.

### L'attività di coaching
L'attività di coaching si occupa dell'intervento sulla crescita personale dell'individuo. Il coaching prevede un'attività professionale specialistica che ha come finalità il raggiungimento degli obiettivi del cliente, in armonia con il mandato istituzionale. L'attività di coaching è spesso affiancata da un termine che ne identifica l'ambito, per esempio: il business coaching, il life coaching, il relationship coaching, il parent coaching, il leadership coaching, l'executive coaching, il corporate coaching, il group coaching, il learning coaching, il team coaching e lo health coaching.
Il coaching è un processo relazionale avente l'obiettivo di aiutare una persona o un gruppo di persone ad acquisire una maggiore consapevolezza e responsabilità personali e/o a superare barriere che ostacolano il miglioramento della performance. 
Tale intervento si basa su approcci che lo differenziano dall'ambito psicoterapeutico, in quanto il coach, ispirandosi alla psicologia positiva, anziché soffermarsi sui deficit dell'individuo, aiuta il cliente a individuare in modo autonomo i propri obiettivi, a stendere un piano d'azione e a raggiungere l'autorealizzazione, anche grazie alla scoperta e all'impiego delle proprie potenzialità. Dunque, il coaching cerca di raggiungere risultati non di tipo clinico, ma utili all'accrescimento personale, professionale, relazionale.
La parola "coach" evoca quella di allenatore. Nel caso del life coaching, ad esempio, il coach allena la persona a sviluppare il suo potenziale latente al fine di vivere con più soddisfazione la sua esistenza, a darsi obiettivi concreti allineati ai propri valori personali e a raggiungerli con motivazione. Il lavoro del coach spesso investe il ragionamento e propone essenzialmente di cambiare le abitudini poco funzionali e i comportamenti che ostacolano l'individuo nel raggiungimento di felicità e benessere. Se lavora nell'area business, invece, il coach può essere una persona dell'azienda o un consulente esterno. Nel primo caso, il coaching è meno centrato sulla cultura e sui valori professionali e più sulle competenze tecnico specialistiche. Nel caso del business coach come consulente esterno, l'accento è posto invece sulla prestazione, sul risultato e sul concetto di lavoro di squadra.
Un aspetto distintivo del coaching è che un coach è un facilitatore di processo e non di contenuto, che interviene in modo "neutro" in una relazione: non indirizza, non consiglia, ma facilita il cliente in una scoperta autonoma delle "proprie" soluzioni e verità.
Negli Stati Uniti molte università offrono attualmente programmi di formazione di coaching. Alcuni istituti di coaching offrono un "Life Coach Certificate" dopo pochi giorni di lezione, a cui possono partecipare chiunque di qualsiasi qualifica. Considerando che le competenze professionali possono essere acquisite solo dopo alcune ore di pratica, questi corsi sono considerati percorsi formativi "à la carte". Questi programmi non offrono coaching completo o credenziali ICF.

## Critiche al coaching
I critici vedono il coaching come un tentativo di emulare la psicoterapia, ma senza limitazioni, supervisione, regolamentazione e un codice etico.
Vero è che il termine, molto di moda, e l'attuale normativa hanno permesso l'uso della parola "coach" da parte di alcuni life coach, business coach e wellness coach presenti sul mercato senza adeguata formazione o certificazione.

## In Italia
Quella del coach (contrariamente ad altre figure come medico, biologo, psicologo, eccetera) è in Italia una professione non regolamentata. Nessuna formazione obbligatoria statale è necessaria per chi lo esercita professionalmente, perciò, non essendo richiesti requisiti specifici, chiunque la può svolgere. Di fatto, tutte le associazioni di categoria specificano che il processo di coaching, secondo la Norma UNI 11601, non ha nulla a che vedere con pratiche terapeutiche e se ne dissociano completamente.
Si precisa che la suddetta attività professionale non rientra tra quelle relative alla professione di psicologo ai sensi dell’art. 1 della legge 18 febbraio 1989, n. 56, e che i professionisti iscritti alle associazioni professionali di categoria si impegnano a non svolgere tali attività, salvo che siano dotati del relativo titolo professionale e iscritti all'Ordine degli psicologi.